# Anita Howard
Anita Howard (Estados Unidos, 22 de marzo de 1969) es una atleta estadounidense retirada especializada en la prueba de 4x400 m, en la que consiguió ser subcampeona mundial en pista cubierta en 1997.

## Carrera deportiva
En el Campeonato Mundial de Atletismo en Pista Cubierta de 1997 ganó la medalla de plata en los relevos de 4x400 metros, llegando a meta en un tiempo de 3:27.66 segundos que fue récord de América, tras Rusia y por delante de Alemania (bronce).